# Кріпка (річка)
Кріпка (рос. Крепкая) — річка в Україні, ліва притока річки Тузлів. Басейн Дону. Довжина 60 км. Площа водозбірного басейну 210 км². Похил 6,5 м/км. Долина V-подібна, завширшки 1,5 км. Річище помірно звивисте. Використовується на зрошення та рибництво. Стік зарегульований водосховищами.
Бере початок біля с. Карпове-Кріпенське на південних схилах Нагольного кряжу. Тече по території Довжанського району Луганської області та теренами Приазовської низовини в Ростовській області Росії у Родіоново-Несвітайському районі.